# Zina Rajnochová
Zina Rajnochová (* 25. října 1958 Praha) je česká esoterička, výtvarnice a autorka.

## Život a činnost
Vyrůstala na pražských Vinohradech, na žižkovské Střední uměleckoprůmyslové škole vystudovala obor scénické techniky pro divadlo, televizi a film. Po neúspěšných zkouškách na vysokou školu pracovala u filmu, televize a u divadla, než roku 1985 emigrovala do Rakouska, kde se živila zejména ručním šitím klobouků. Po návratu do Čech žije v Praze.
Podle svých vlastních údajů se Rajnochová od roku 1999 intenzivně zabývá hledáním příčin psychických, zdravotních a duchovních blokád.
Od konce 90. let pracuje v oblasti duchovního poradenství, zejména s metodou „automatické kresby“, kterou používá jako intuitivní diagnostický a harmonizační nástroj. Mezi její metody patří vizualizace, energetická harmonizace, mediální komunikace se zemřelými i práce s archetypálními obrazy jako je „vnitřní dítě“ nebo „strom života“.
Jednou z metod, které při své práci používá, je „automatická kresba“ (inspirovaná metodou automatického psaní), při které údajně přijímá obrazy z nadvědomí a využívá je jako diagnostický a harmonizační nástroj pro své klienty.
Byla opakovaně hostem v pořadech České televize, mimo jiné v talkshow Uvolněte se, prosím moderátora Jana Krause, kde představila svou práci a knihu Muži za to nemůžou, ale ženy také ne.
Rajnochová provozuje vlastní webové stránky a spolupracuje s různými duchovními platformami.

## Publikace
- RAJNOCHOVÁ, Zina. Muži za to nemůžou, ale ženy také ne. Praha: Lika klub, 2004.